# Vule Avdalović
Vule Avdalović (in serbo Вуле Авдаловић?; Gacko, 24 novembre 1981) è un allenatore di pallacanestro ed ex cestista serbo.

## Carriera
Con la Serbia e Montenegro ha disputato i Giochi olimpici di Atene 2004, i Campionati mondiali del 2006 e due edizioni dei Campionati europei (2003, 2005).

## Palmarès

### Giocatore
- YUBA liga: 4

Partizan Belgrado: 2001-02, 2002-03, 2003-04, 2004-05
- Coppa di Jugoslavia: 3

Partizan Belgrado: 1999, 2000, 2002
- Coppa di Germania: 1

Alba Berlino: 2013
- Match des Champions: 1

Cholet: 2010